# Samenwerkingzee

De zee rechtsboven op de kaart

De Samenwerkingzee (Engels: Cooperation Sea) is een voorgestelde naam voor een deel van de Zuidelijke Oceaan als randzee voor de kust van Antarctica. Het ligt tussen Enderbyland (waarvan de oostelijke grens 59°34' OL is) en het Westelijk IJsplateau (85° OL), voor de kust van Mac. Robertsonland en Princes Elisabethland.
Het zou zich uitstrekken over een oppervlakte van 258.000 km². Het zou in het oosten worden begrensd door de Daviszee en in het westen door een ander Russisch voorstel voor de voorlopige versie van de Internationale Hydrografische Organisatie (IHO) uit 2002, de Kosmonautenzee.
Davis Station ligt aan de kust, vlak bij de zee.

## Voorstel
De Samenwerkingszee werd in 1962 door de Sovjet-Antarctische Expeditie genoemd ter ere van de internationale wetenschappelijke samenwerking op Antarctica. De naam verscheen voor het eerst als voorstel aan de IHO in het IHO-ontwerp van 2002. Dit ontwerp is nooit goedgekeurd door de IHO (of enige andere organisatie), en het IHO-document uit 1953 (dat de naam niet bevat) blijft momenteel van kracht. Toonaangevende geografische autoriteiten en atlassen gebruiken de naam niet, inclusief de 10e editie van de Wereldatlas uit 2014 van de National Geographic Society in de Verenigde Staten en de 12e editie uit 2014 van de Britse Times Atlas of the World. Maar op door de Sovjet-Unie en Rusland uitgegeven kaarten wel.